# Mikołaj (Sewastijanow)
Mikołaj, imię świeckie Nikołaj Metodiew Sewastijanow, bułg. Николай Методиев Севастиянов (ur. 19 lipca 1969 w Sofii) – bułgarski biskup prawosławny. 

## Życiorys
Ukończył seminarium duchowne w Sofii. W 1990 rozpoczął studia na wydziale teologicznym uniwersytetu w Sofii. 6 grudnia 1990 złożył wieczyste śluby mnisze przed metropolitą wraczańskim Kalinikiem. Od 1992 jako hierodiakon służył w eparchii sofijskiej. 17 maja 1993 w cerkwi św. Mikołaja Sofijskiego w Sofii został wyświęcony na hieromnicha przez patriarchę bułgarskiego Maksyma. Od 1994 do 1996 odbywał studia specjalistyczne w Moskiewskiej Akademii Duchownej. Po powrocie do Bułgarii został wykładowcą w seminarium duchownym w Sofii. 29 czerwca 1998 otrzymał godność archimandryty. 
7 lipca 2001 w cerkwi św. Niedzieli w Sofii został wyświęcony na biskupa znepolskiego, wikariusza metropolii sofijskiej. Był wówczas najmłodszym biskupem w hierarchii bułgarskiej. W lutym 2007 został wyznaczony do objęcia katedry płowdiwskiej. 
Znany z konserwatywnych poglądów, duchowny jest zdecydowanym przeciwnikiem ekumenizmu. Należał do głównych organizatorów protestów przeciwko wizycie Jana Pawła II w Bułgarii. W 2006 wywołał skandal dyplomatyczny, gdy w czasie Świętej Liturgii z udziałem nuncjusza papieskiego Antonio Menniniego zajął przeznaczony dla niego fotel. W tym samym roku część biskupów bułgarskich sugerowała przeniesienie hierarchy Mikołaja w stan spoczynku, jednak patriarcha Maksym nie zgodził się na podjęcie takiej decyzji.